# Mildred
Mildred  è un nome proprio di persona inglese femminile.

## Origine e diffusione
Continua il nome inglese antico Mildðryð (o Mildþryð, Mildthryth), composto da mild (o milde, "gentile", "dolce") e ðryð (o þryð, thryth, "forza"); il significato può essere interpretato come "forza gentile". 
Grazie alla venerazione verso Santa Mildred, il nome ebbe molta fortuna in epoca medievale, ma finì per rarificarsi dopo la conquista normanna dell'Inghilterra. Venne riportato in voga nel XIX secolo, raggiungendo nuovamente una notevole popolarità nella prima metà del Novecento - negli Stati Uniti, dal 1903 fino al 1926, è rimasto nella classifica dei dieci nomi più usati per le nuove nate. Il suo uso è calato di nuovo in seguito, e già a partire dal 1983, almeno negli Stati Uniti, non ha più superato la millesima posizione. Il suo uso, per quanto raro e dovuto alla moda di attribuire nomi stranieri, è attestato anche in Italia, sia nella forma "Mildred" che nel meno frequente adattamento "Mildreda".

## Onomastico
L'onomastico si festeggia il 13 luglio in memoria della già citata santa Mildred, figlia di re Merewalh di Magonsæte e di santa Ermenburga, e sorella delle sante Mildburga e Mildgita, badessa benedettina a Thanet; viene commemorata anche il 20 febbraio e il 18 maggio, entrambe date riferita alla traslazione delle sue reliquie.

## Persone

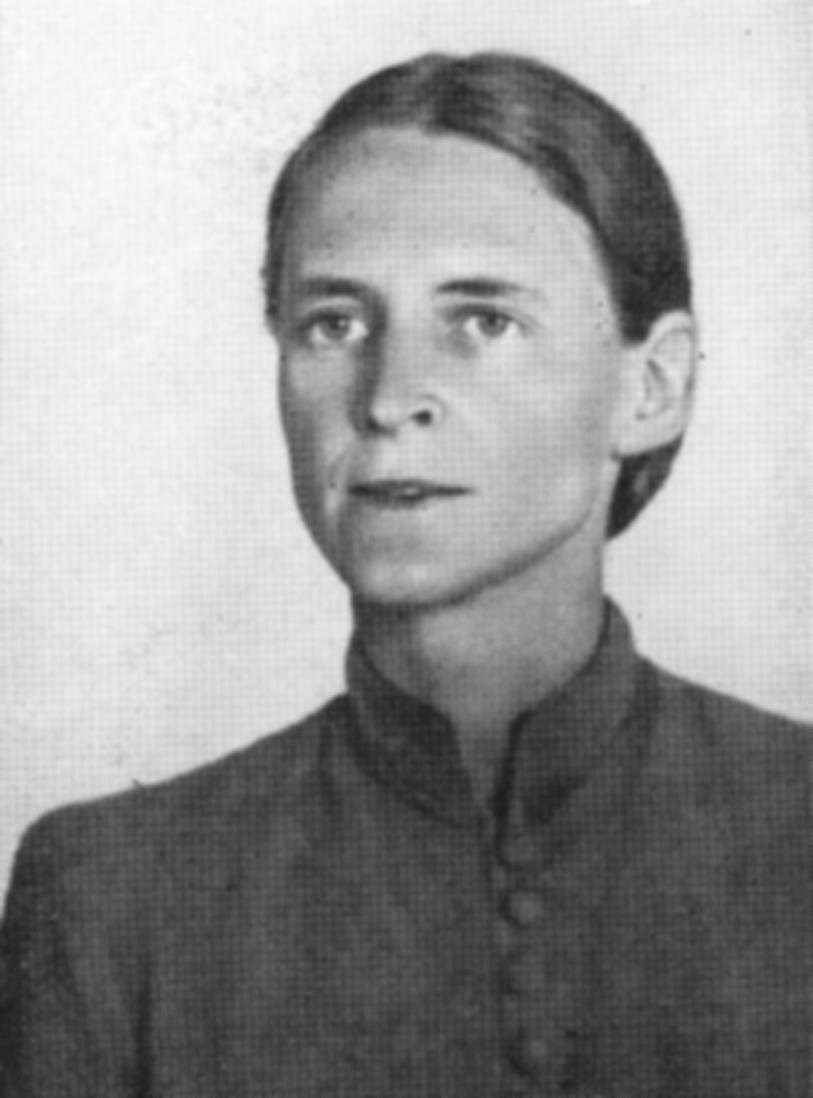
Mildred Harnack

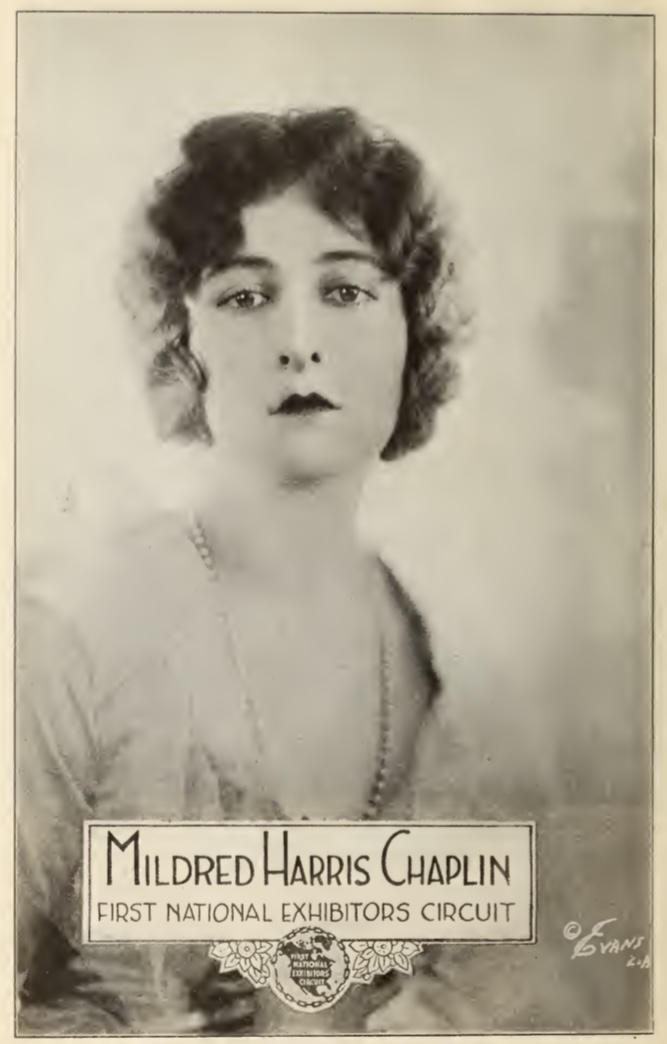
Mildred Harris

- Mildred, santa e seconda badessa dell'abbazia di Minster-in-Thanet
- Mildred Bailey, cantante statunitense
- Mildred Bright, attrice statunitense
- Mildred Cooke, nobildonna e poetessa inglese
- Mildred Davis, attrice statunitense
- Mildred B. Davis, scrittrice statunitense
- Mildred Didrikson Zaharias, atleta, cestista e golfista statunitense
- Mildred Dunnock, attrice statunitense
- Mildred Fizzell, atleta canadese
- Mildred Harnack, critica letteraria, traduttrice e antifascista statunitense naturalizzata tedesca
- Mildred Harris, attrice statunitense
- Mildred Loving, attivista statunitense
- Mildred McDaniel, atleta statunitense
- Mildred Muis, nuotatrice olandese
- Mildred Natwick, attrice statunitense
- Mildred Wiley, atleta statunitense

## Il nome nelle arti
- Mildred è un personaggio della serie di videogiochi Banjo-Kazooie.
- Mildred è un personaggio del film del 1965 OK Connery, diretto da Alberto De Martino.
- Mildred Esseven è un personaggio del romanzo di Mignon Good Eberhart Fuori l'autore.
- Mildred Foss è un personaggio della soap opera Sentieri.
- Mildred Hayes è la protagonista di Tre manifesti a Ebbing, Missouri.
- Mildred Hubble è un personaggio della serie televisiva Scuola di streghe.
- Mildred Pierce è un personaggio dell'omonimo romanzo di James M. Cain e delle varie opere da esso tratte.
- Mildred Potter è un personaggio della serie televisiva AfterMASH.
- Mildred Rogers è un personaggio del film del 1934 Schiavo d'amore, diretto da John Cromwell.
- Mildred Roper è un personaggio della serie televisiva George e Mildred.

## Toponimi
- 878 Mildred è un asteroide della fascia principale, che prende il nome dalla figlia dell'astronomo statunitense Harlow Shapley.